# Korsze I (gromada)
Korsze I – dawna gromada, czyli najmniejsza jednostka podziału terytorialnego Polskiej Rzeczypospolitej Ludowej w latach 1954–1972.
Gromady, z gromadzkimi radami narodowymi (GRN) jako organami władzy najniższego stopnia na wsi, funkcjonowały od reformy reorganizującej administrację wiejską przeprowadzonej jesienią 1954 do momentu ich zniesienia z dniem 1 stycznia 1973, tym samym wypierając organizację gminną w latach 1954–1972.
Gromadę Korsze I z siedzibą GRN w Korszach (wówczas wsi) utworzono – jako jedną z 8759 gromad na obszarze Polski – w powiecie kętrzyńskim w woj. olsztyńskim na mocy uchwały nr 15 WRN w Olsztynie z dnia 4 października 1954. W skład jednostki wszedł obszar osiedla Korsze o łącznym obszarze 323 ha z dotychczasowej gromady Korsze ze zniesionej gminy Korsze w tymże powiecie. Dla gromady ustalono 27 członków gromadzkiej rady narodowej.
13 listopada 1954, po pięciu tygodniach, gromadę Korsze I zniesiono w związku z nadaniem jej statusu osiedla o nazwie Korsze (18 lipca 1962 osiedle Korsze otrzymało status miasta).
1 stycznia 1973 w powiecie kętrzyńskim reaktywowano gminę Korsze.